# 池田陽香
池田 陽香（いけだ はるか）は、NHKのアナウンサー。

## 人物・来歴
熊本県生まれ東京都育ち。お茶の水女子大学理学部生物学科卒業後、2023年4月に入局。初任地は福岡放送局。2024年4月に宮崎放送局へ異動。

## 嗜好・挿話
- 趣味は、ハモりパートを即興で歌うこと、推理アニメの鑑賞、サイクリング[5]。
- 2023年5月28日放送の『どーも、NHK』に出演し、自己紹介では「福岡局、池田陽香です。大学では生物学を学んでいて、マウスの目の瞳孔について研究をしていました。これからは自分の目を通して、福岡の新たな魅力を見つけます。」とアピールした。
- 大学時代は、毛内拡助教授が代表を務める「毛内研究室[6]」で生体組織類を学んでおり、この中でマウスの目の瞳孔について研究をしていた。
- 大学2年生の2020年には学内のオープンキャンパスのオンライン懇談会で司会を担当。また、2022年の「リケジョ - 未来シンポジウム」の進行役を務めた。
- 2023年6月16日放送の九州沖縄のニュースで、テレビでの初鳴きを経験している。

## 現在の担当番組
- 宮崎県のニュース・中継・リポート
- ニュース845宮崎（ローテーション制）

## 過去の出演番組

### 福岡放送局時代（2023年度）
- どーも、NHK（2023年5月28日・新人お披露目）[7]
- 福岡県・九州沖縄のニュース
- 福岡県の中継・リポート
- はっけんラジオ（ローテーション制）
- ニュース845福岡（2023年6月16日、6月22日、6月28日、11月2日、11月6日 - 10日、11月15日 - 16日、2024年1月29日 - 30日）
- ニュース645福岡（2023年7月1日、11月12日、11月26日、2024年1月21日、1月28日、2月4日、3月16日 - 17日、3月23日）
- 大雨関連特設ニュース（2023年7月8日：全国放送） - 福岡放送局より九州北部地方の災害状況を伝えた[注釈 1]。
- The Life
  - 「姉妹で世界を目指す〜デフバドミントン選手 紋可と真衣〜」（2023年9月22日） - 語り
- ロクいち!福岡
  - 姫野美南の代理キャスター（2023年11月6日 - 10日）
  - 野口葵衣の代理キャスター（2023年11月15日 - 16日）
  - 姫野美南が「筑豊WEEK（ニュースブリッジ北九州とコラボ）」で北九州放送局スタジオからの出演に伴う、ニュース担当（2024年1月29日 - 31日[8]）

- 『ひるどき!さいたま〜ず』（さいたま局FM、2023年5月19日）[9]
- ラジオニュース（九州沖縄、R1・FM）の泊まり勤務担当[注釈 2]

### 宮崎放送局時代（2024年度 - ）
- あさイチ「愛でたいnippon 宮崎・高千穂のパワースポット」（2025年1月30日） - 内海崇（ミルクボーイ）との現地ロケおよびスタジオ紹介担当